# 305181 Donelaitis
305181 Donelaitis è un asteroide della fascia principale. Scoperto nel 2007, presenta un'orbita caratterizzata da un semiasse maggiore pari a 2,5735594 UA e da un'eccentricità di 0,1584967, inclinata di 8,76406° rispetto all'eclittica.